# Mugilogobius latifrons
Mugilogobius latifrons é uma espécie de peixe da família Gobiidae.
É endémica da Indonésia.